# Wilhelm Gottlieb Schneider

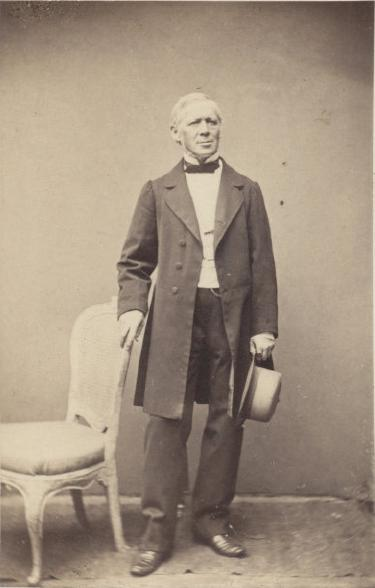
Wilhelm Gottlieb Schneider

Wilhelm Gottlieb Schneider (* 8. Mai 1814 in Breslau; † 9. Januar 1889 ebenda) war ein Entomologe, Botaniker und Mykologe.

## Leben und Wirken
Er beschrieb neun neue Libellenarten; davon sind heute noch fünf anerkannt, nämlich: Cordulegaster insignis, Caliaeschna microstigma, Onychogomphus assimilis, Onychogomphus flexuosus und Orthetrum taeniolatum.
Sein botanisch-mykologisches Autorenkürzel lautet „W.G.Schneid.“.

## Dedikationsnamen
Zu seinen Ehren wurde die Libellenart Gomphus schneiderii benannt.

## Schriften
- Monographia generis Raphidiae Linnaei: Dissertatio entomologica quam ordinis amplissimi philosophorum auctoritate ad summos in philosophia honores rite obtinendos in Universitate litterarum vratislaviensi die XXI Septembris a. MDCCCXLIII. Typis officinae Grassii, Barthii et socii, Breslau 1843 (online [abgerufen am 27. Januar 2015]).
- Verzeichniss der von Hrn. Prof. Dr. Loew im Sommer 1842 in der Türkei und Kleinasien gesammelten Neuroptera, nebst kurzer Beschreibung der neuen Art. In: Entomologische Zeitung. Band 6, Nr. 4, 1845, S. 110–116 (online [abgerufen am 27. Januar 2015]).
- Verzeichniss der von Hrn. Prof. Dr. Loew im Sommer 1842 in der Türkei und Kleinasien gesammelten Neuroptera, nebst kurzer Beschreibung der neuen Art. In: Entomologische Zeitung. Band 6, Nr. 5, 1845, S. 151–155 (online [abgerufen am 27. Januar 2015]).
- Verzeichniss der von Herrn Oberlehrer Zeller im Jahre 1844 in Sicilien und Italien gesammelten Neuroptera mit Beschreibung einiger neuen Arten. In: Entomologische Zeitung. Band 6, Nr. 11, 1845, S. 338–346 (online [abgerufen am 27. Januar 2015]).
- Symbolae ad monographiam generis chrysopae, Leach. Sexaginta picturarum tabulis, in lapide acu delineatis, quarum quinquaginta quatuor coloribus impressae sunt. Apus Ferdinandum Hirt, Breslau 1851 (online [abgerufen am 27. Januar 2015]).
- Über die Entwicklungsgeschichte und den Pleomorphismus der Pilzfamilie Uredineae. In: Jahres-Bericht der Schlesischen Gesellschaft für Vaterländische Cultur. Band 44, 1867, S. 101–104 (online [abgerufen am 27. Januar 2015]).
- Herr Dr. phil. W. G. Schneider beschrieb ein neues von Herrn Geh. Rath Göppert zwischen Hünern und Kapsdorf bei Breslau gefundenes und von demselbst gütigst mitgetheiltes Aecidium auf Lytrum Salicaria, dessen Teleutosporen jedoch leider noch unbekannt sind, unter dem Namen Aecidium pallidum. In: Jahres-Bericht der Schlesischen Gesellschaft für Vaterländische Cultur. Band 50, 1873, S. 71–72 (online [abgerufen am 27. Januar 2015]).
- Puccinia Helianthi Schw. In: Jahres-Bericht der Schlesischen Gesellschaft für Vaterländische Cultur. Band 50, 1873, S. 166–167 (online [abgerufen am 27. Januar 2015]).
- Die in und an Insecten schmarotzenden Piize. In: Jahres-Bericht der Schlesischen Gesellschaft für Vaterländische Cultur. Band 50, 1873, S. 176–182 (biodiversitylibrary.org [abgerufen am 27. Januar 2015]).

## Referenzen
- Malte Seehausen: 2014 – Gedenken an große Odonatologen. In: Libellennachrichten. Nr. 32, 1. September 2014, ISSN 1437-5621, S. 18–19.
- Rudolph Dittrich: Dr. Wilhelm Schneider. Nachruf. In: Zeitschrift für Entomologie. Band 14, 1889, S. XXV-XXVII (online [abgerufen am 30. Januar 2015]).
- Edmond de Selys-Longchamps in Edmond de Selys-Longchamps, Hermann August Hagen: Revue des odonates ou libellules d'Europe. C. Muquardt, Brüssel 1850 (online [abgerufen am 27. Januar 2015]).
- Autoreintrag beim IPNI